# Calloides lorquinii
Calloides lorquinii är en skalbaggsart som först beskrevs av Jean Baptiste Lucien Buquet 1859.  Calloides lorquinii ingår i släktet Calloides och familjen långhorningar. Inga underarter finns listade.